# I (JUJUのアルバム)
『I』（アイ）は、JUJUの7枚目のオリジナル・アルバム。2018年2月21日にソニー・ミュージックアソシエイテッドレコーズから発売された。

## 概要
前作『スナックJUJU 〜夜のRequest〜』から約2年ぶりにリリースされたアルバムで、オリジナル・アルバムとしては『WHAT YOU WANT』以来約3年9ヶ月ぶりのリリースとなる。全曲に異なるプロデューサーやアレンジャーを起用している。
通常盤と初回生産限定盤の2タイプでの発売で、後者には2017年7月に横浜アリーナで行われた「-ジュジュ苑スペシャル- スナックJUJU アリーナツアー 2017 」から選りすぐりの楽曲を収録したDVDが付属。
2018年の「第60回日本レコード大賞」の企画賞を受賞した。

## 制作背景
日本テレビ系日曜ドラマ「レンタル救世主」主題歌「believe believe」、NHK総合ドラマ10「この声をきみに」主題歌「いいわけ」、新参者シリーズ完結編の映画「祈りの幕が下りる時」主題歌「東京」、映画『パッセンジャー』日本語吹替版テーマソング「Because of You」、平井堅初の作詞作曲での楽曲提供となる女優の吉田羊とのデュエット曲「かわいそうだよね （with HITSUJI）」、小田和正プロデュース楽曲「あなたがくれたもの」他、新曲6曲を含む全13曲を収録。

## 楽曲解説、コメント
Love Is Like
松尾潔
いいわけ

かわいそうだよね (with HITSUJI)
平井堅プロデュースによる楽曲。カッコ内にある「HITSUJI」は、女優の吉田羊の事である。
作詞・作曲は平井堅、編曲・プロデュースは亀田誠治で、平井堅として初の作詞作曲での楽曲提供作品。TBS系『ぴったんこカン・カン』での共演を機に交流を深めた女優の吉田羊が「HITSUJI」名義で楽曲参加しデュエットしている。
本楽曲について、2人から次のようにコメントをしている。
吉田羊
物事が決まって行く時、自分の意思を超えた何かがひょいと働く。今回は、私と何かやりたいというJUJUさんの勇気がそれでした。プロ歌手JUJUの隣で、吉田羊が女心あるあるを歌うなんて未来は想像だにしなかったけれ ど、この「かわいそうな女」が、 なんとも情けなくかなしくそして愛おしく聴こえるのは、不完全で実は不器用にしか生きられない異色コンビな二人が歌っているからかな、なんて思ったり。言っておきますが、人ごとだと思って聴いてたら、ヤケドしますよ笑。JUJUさん、今回新しい景色を見せてくださって、本当にありがとうございました。
平井堅
僕は元々曲を書く事が得意じゃなくて、 曲提供の依頼が来る時は生意気なのですが、 基本お断りしておりまして(自信も無いし、責任も持てないので（ 汗）)、今回も最初はお断りしようかと思ったのですが、スナック仲間のJUJUちゃんの頼みなら一肌脱ごうと奮起し(笑)、気に入らなかったらボツにして下さいと一言添えて、 ダメもとでエンヤコラと書き上げました。美しい、切ないJUJUナンバーは既に沢山あるので、 今までの彼女に無い、泥臭い、 心の嗚咽の様な曲を目指したつもりです。作者の思惑通り、いや、それ以上のやさぐれ感を漂わせ、見事に歌い切って下さったボーカリストJUJUにただただ感謝です。
東京

あの夜のふたり

RISKY

Let It Flow
Because of You

Roll the Dice
ウラハラ

believe believe

あなたがくれたもの
小田和正
I
亀田誠治

## 収録曲
1. Love Is Like(5:20)
作詞：松尾潔/作曲：為岡そのみ/編曲：安部潤
松尾潔が作詞とプロデュースを手掛ける[1]。
2. いいわけ(4:50)
作詞：柿沼雅美/作曲：中野領太/編曲：小林武史
35thシングル。
NHK総合ドラマ10「この声をきみに」主題歌
オリジナル曲としては初となる小林武史プロデュース楽曲で、漫画家矢沢あいとのコラボレーションで話題となった[5]。
3. かわいそうだよね （with HITSUJI）(4:52)
作詞・作曲：平井堅 /編曲：亀田誠治
後に37thシングル「メトロ」に、本楽曲をJUJUがソロで歌ったものが収録された。
4. 東京(5:43)
作詞：R-Y's[8]、Tomoko/作曲：R-Y's/編曲：蔦谷好位置
36thシングル。
映画「祈りの幕が下りる時」主題歌
5. あの夜のふたり(5:19)
作詞：松井五郎/作曲：森大輔/編曲：森大輔
34thシングルカップリング曲。
ファンから募集した実際のエピソードをもとに世界観を作り上げた[1]。
6. RISKY(4:11)
作詞：藤林聖子/作曲：Mats Lie Skåre、SHIKATA、Maria Marcus
35thシングルカップリング曲。
海外のクリエイターによるトラックに藤林聖子が歌詞を乗せた[1]。
7. Let It Flow(4:11)
作詞：H.U.B.、HIRO/作曲：HIRO、Mitsu.J for Digz,Inc.Group、Dirty Orange（Digz, Inc. Group）/編曲：Dirty Orange（Digz, Inc. Group）
EDMのスタイルを取り入れた海外クリエイターによるモダンなR&Bで、歌詞は日常の何気ない風景を描いたもの。NHK総合「世界はほしいモノにあふれている」イメージソング[1]。
8. Because of You(4:44)
作詞：E-3/作曲：FAST LANE、エリック・リボム、PIUS
34thシングル。
映画『パッセンジャー』日本語吹替版テーマソング
海外クリエーターによるトラックで、ピアノとストリングスをふんだんに使ったスケールの大きなメジャーバラード[1]。
9. Roll the Dice(3:54)
作詞：AKIRA/作曲：UTA、為岡そのみ/編曲：UTA
JUJUのアルバムでは常連のプロデューサー・UTAにより、古き良きソウルミュージックをモダンにアップデートしたブルーノ・マーズなどの同時代の海外のトレンドともシンクロする音作りがなされている[1]。
10. ウラハラ(3:31)
作詞：JUJU/作曲：her0ism、Tido Nguyen、Ale Albert　Produced by her0ism、Tido Nguyen
36thシングルカップリング曲。
アルバムで唯一共作者なしに歌詞を書いた曲[1]。
11. believe believe(3:52)
作詞：玉井健二&tzk（agehasprings）/作曲：飛内将大&玉井健二（agehasprings）/編曲：玉井健二&飛内将大（agehasprings）
33rdシングル。
日本テレビ系日曜ドラマ「レンタル救世主」主題歌
玉井健二プロデュースによる管楽器入りのアッパーなロックンロール風の楽曲[1]。
12. あなたがくれたもの(4:14)
作詞：JUJU、E-3、小田和正/作曲：小田和正/編曲：小田和正（編曲・ストリングスアレンジ）、有賀啓雄（ストリングスアレンジ）
小田和正プロデュースによる楽曲。
13. I(4:54)
作詞：多和田えみ、荘野ジュリ、末並弘史/作曲：Haru.Robinson/編曲：亀田誠治
亀田誠治がアレンジを手がけたアルバムのタイトル曲。壮大なミディアムバラードで、歌詞はこれまでJUJUを支えてくれた人たち全てに感謝を捧げるものとなっている[1]。

### 初回限定盤DVD
| #  | タイトル                   | 作詞 | 作曲・編曲 |
| -- | -------------------------- | ---- | ---------- |
| 1. | 「あゝ無情 〜 六本木心中」 |      |            |
| 2. | 「飾りじゃないのよ 涙は」  |      |            |
| 3. | 「二人でお酒を」           |      |            |
| 4. | 「真夏の夜の夢」           |      |            |
| 5. | 「GOODBYE DAY」            |      |            |
| 6. | 「駅」                     |      |            |
| 7. | 「恋におちて」             |      |            |
| 8. | 「DESIRE -情熱-」          |      |            |